# Binny és a szellem
A Binny és a szellem (eredeti cím: Binny und der Geist) 2013 és 2016 között futott német krimisorozat, amelyet Vivien Hoppe és Steffi Ackermann alkotott. A főbb szerepekben Johannes Hallervorden, Merle Juschka, Katharina Kaali, Steffen Groth, Eliz Tabea Thrun, Stefan Weinert, Stefan Becker és Robert Köhler látható.
Németországban 2013. március 23-án mutatták be a Disney Channelen. Magyarországon 2014. december 13-án mutatták be szintén a Disney Channel.

## Ismertető
A 14 éves Binny szüleivel Berlinbe költözött egy régi házba. Arról viszont nem tudtak, hogy milyen házba költöztek, mivel a házban él egy szellem is, Melchior, aki nem tudja, hogy miért él még szellemként, mikor már meg kellett volna halnia. Binny megtalálta a zsebóráját, ezért most már ő is láthatja Melchiort, és ezután összefognak, hogy felfedezzék Melchior múltját, de akadnak nehézségek is.

## Szereplők

### Főszereplők
| Szereplő                  | Színész                                                 | Magyar hang                                          |
| ------------------------- | ------------------------------------------------------- | ---------------------------------------------------- |
| Melchior von und zu Panke | Johannes Hallervorden                                   | Baráth István                                        |
| Binny Baumann             | Merle Juschka                                           | Molnár Ilona                                         |
| Wanda Baumann             | Kathrin Wichmann (1. rész) Katharina Kaali (2-23. rész) | Madarász Éva                                         |
| Ronald Baumann            | Steffen Groth                                           | Széles Tamás                                         |
| Luca Schuster             | Eliz Tabea Thrun                                        | Csuha Borbála                                        |
| Bodo                      | Stefan Becker                                           | Láng Balázs (2-4. rész) Szűcs Péter Pál (5-23. rész) |
| Hubertus van Horas        | Stefan Weinert                                          | Bozsó Péter                                          |
| Rhett Thorn               | Robert Köhler                                           | Penke Bence                                          |

### Mellékszereplő
| Szereplő         | Színész                  | Magyar hang                           |
| ---------------- | ------------------------ | ------------------------------------- |
| Mark             | Anselm Bresgott          | Timon Barna                           |
| Steffi Schubert  | Inga Busch               | Mohácsi Nóra Kokas Piroska (12. rész) |
| Martin           | Paul Maximilian Schüller | Császár András                        |
| Niklas Neudecker | Lucas Reiber             | Czető Roland                          |

## A sorozat készítése
2012-ben a német Disney Channel meggyőzte az amerikai Disney anyavállalatot, hogy engedjék meg nekik, hogy saját sorozatot készítsenek. Új ötleteket kerestek független produkciós cégektől. A sorozat ötlete Steffi Ackermann producertől és Vivien Hoppe szerzőtől származik.
A próbaepizód forgatása 2012. november 9-én kezdődött Berlinben és környéken. Az első évad forgatása 2014 őszéig folytatódott. A második évad forgatása 2015. március 13-án kezdődött és 2015 végéig tartott.

## Epizódok
| Évad | Évad | Epizódok | Eredeti sugárzás  | Eredeti sugárzás | Magyar sugárzás    | Magyar sugárzás     |
| Évad | Évad | Epizódok | Évadpremier       | Évadfinálé       | Évadpremier        | Évadfinálé          |
| ---- | ---- | -------- | ----------------- | ---------------- | ------------------ | ------------------- |
|      | 1    | 13       | 2013. március 23. | 2015. január 18. | 2014. december 13. | 2015. május 10.     |
|      | 2    | 10       | 2016. április 10. | 2016. május 15.  | 2016. augusztus 1. | 2016. augusztus 10. |

### 1. évad
| #   | Eredeti cím               | Magyar cím          | Rendezte        | Írta         | Eredeti premier    | Magyar premier     |
| --- | ------------------------- | ------------------- | --------------- | ------------ | ------------------ | ------------------ |
| 1.  | Der heimliche Mitbewohner | A titkos szobatárs  | Sven Bohse      | Vivien Hoppe | 2013. március 23.  | 2014. december 13. |
| 2.  | Und es hat Puff gemacht   | Az ellopott adomány | Nico Zingelmann | Vivien Hoppe | 2014. november 2.  | 2014. december 20. |
| 3.  | Madame Buh                | Madame Bú           | Nico Zingelmann | Vivien Hoppe | 2014. november 9.  | 2014. december 27. |
| 4.  | Auf den Hund gekommen     | A kutya és a fiú    | Nico Zingelmann | Vivien Hoppe | 2014. november 16. | 2015. január 3.    |
| 5.  | Team-Geist                | Szellem csapat      | Sven Bohse      | Vivien Hoppe | 2014. november 23. | 2015. január 11.   |
| 6.  | Bei Crash Cash            | Drága koccanás      | Nico Zingelmann | Vivien Hoppe | 2014. november 30. | 2015. január 17.   |
| 7.  | Der Kunstraub             | Műkincsrablás       | Nico Zingelmann | Vivien Hoppe | 2014. december 7.  | 2015. január 24.   |
| 8.  | Auf's Pferd gekommen      | Lovas ügyek         | Nico Zingelmann | Vivien Hoppe | 2014. december 14. | 2015. január 31.   |
| 9.  | Die Posting Pest          | Képek rólad         | Nico Zingelmann | Vivien Hoppe | 2014. december 21. | 2015. április 12.  |
| 10. | Im Wald                   | Az erdőben          | Andy Fetscher   | Vivien Hoppe | 2014. december 28. | 2015. április 19.  |
| 11. | Der Schulball             | A sulibál           | Andy Fetscher   | Vivien Hoppe | 2015. január 4.    | 2015. április 26.  |
| 12. | Lady Diamond              | Gyémántlady         | Andy Fetscher   | Vivien Hoppe | 2015. január 11.   | 2015. május 3.     |
| 13. | Ice, Ice Binny            | Jég veled, Binny    | Andy Fetscher   | Vivien Hoppe | 2015. január 18.   | 2015. május 10.    |

### 2. évad
| #   | Eredeti cím                | Magyar cím           | Rendezte          | Írta         | Eredeti premier   | Magyar premier      |
| --- | -------------------------- | -------------------- | ----------------- | ------------ | ----------------- | ------------------- |
| 1.  | Villa Sonnenschein         | A napfény-villa      | Benedict Hoermann | Vivien Hoppe | 2016. április 10. | 2016. augusztus 1.  |
| 2.  | Einbruch in der Schule     | Betörés az iskolában | Bettina Blümer    | Vivien Hoppe | 2016. április 17. | 2016. augusztus 2.  |
| 3.  | Das schwarze Froschmonster | A fekete békaszörny  | Benedict Hoermann | Vivien Hoppe | 2016. április 17. | 2016. augusztus 3.  |
| 4.  | Filmreif                   | Filmsztárok          | Benedict Hoermann | Vivien Hoppe | 2016. április 24. | 2016. augusztus 4.  |
| 5.  | Nachts beim Minigolf       | Éjszaka a golfpályán | Bettina Blümer    | Vivien Hoppe | 2016. május 1.    | 2016. augusztus 5.  |
| 6.  | Das falsche Paket          | A hamis csomag       | Bettina Blümer    | Vivien Hoppe | 2016. május 1.    | 2016. augusztus 6.  |
| 7.  | Der Schatz in der Burg     | A vár kincse         | Andy Fetscher     | Vivien Hoppe | 2016. május 8.    | 2016. augusztus 7.  |
| 8.  | Nachts im Kaufhaus         | Éjszaka az áruházban | Andy Fetscher     | Vivien Hoppe | 2016. május 8.    | 2016. augusztus 8.  |
| 9.  | Leonina                    | Leonina              | Andy Fetscher     | Vivien Hoppe | 2016. május 15.   | 2016. augusztus 9.  |
| 10. | Rock around the Clock      | Az órák órája        | Benedict Hoermann | Vivien Hoppe | 2016. május 15.   | 2016. augusztus 10. |